# Ондава
Ондава (слч. Ondava) је река у источној Словачкој, дуга је 146,5 km. Извире на Ондавским планинама код села Ондавка, а са реком Латорицом чине реку Бодрог.

## Одлике
Река Ондава извире у источној Словачкој подно планине Ниски Бескиди, на надморској висини од 540 метара, у близини границе са Пољском. Површина слива износи 3.382 km². Код насеља Земплин у округу Требишов спаја се са реком Латорицом и чине реку Бодрог. Целим својим током тече кроз Словачку пролазећи кроз градове Свидњик и Стропков, а тече и у близини градова Вранов на Топлој и Требишов. Тече правцем север југ пролазећи кроз Прешовски и Кошички крај. Главне притоке реке су са десне стране Ољшавка, Топља, Трнавка, а са леве Ладомирка, Хотчјанка, Ољка.
На реци се налази вештачко језеро Вељка Домаша, изграђено је због регулисања контроле поплава, али и за складиштење воде за пиће.